# ایان هیل
ایان هیل (به انگلیسی: Ian Hill) از اعضای بنیان‌گذار و نوازندهٔ گیتار بیس گروه هوی متال انگلیسی جوداس پریست است.

## درباره
هیل نواختن کنترباس را در سنین کودکی و نزد پدرش آغاز کرد. پدرش که به‌عنوان نوازنده با گروه‌های جَز محلی همکاری می‌کرد، زمانی که هیل ۱۵ ساله بود درگذشت.
ایان هیل در سال ۱۹۷۰ به همراه یکی از دوستان‌اش به نام کی. کی. داونینگ جوداس پریست را بنیان گذاردند که هر دوی‌شان تا به امروز در آن عضو هستند. به زودی و با پیوستن جان اِلیس(گیتاریست)، اَل اتکینز(خواننده) و آلن مور(درامر) گروه ترکیب مناسبی یافت و آن‌ها اولین کنسرت‌شان را در سال ۱۹۷۱ برگزار کردند.
هیل به‌خاطر شیوهٔ نوازندگی قوی و ملودیک‌اش با گیتار باس شناخته شده‌است. او در سال‌های ابتدای فعالیت‌اش با انگشت باس می‌زد ولی بعدها به نواختن با پیک روی آورد.
معرفی راب هالفورد به جوداس پریست هم از طریق هیل انجام شد. او از طریق خواهرش-که با راب هالفورد روابط عاشقانه داشت- هالفورد را ملاقات کرد و به او پیشنهاد داد تا به عنوان خوانندهٔ جدید گروه‌شان به آن‌ها بپیوندد. هالفورد هم با ترک گروه «هیروشیما»-که آن‌موقع در آن عضو بود-به عنوان جایگزین اَل اتکینز به جوداس پیوست.